# Gek op jou!
Gek op jou! is een televisieprogramma van de VPRO dat werd uitgezonden tussen 2011 en 2017.

## Plot
Rapper Yes-R helpt kinderen tussen tien en dertien jaar hun ware liefde te krijgen door met hen een rap te schrijven en deze vervolgens voor te dragen. Aan het einde van elke aflevering is er een antwoord. Mocht het een ja zijn, dan gaat het nieuwe koppel iets doen, zoals naar de bioscoop. Mocht dat niet zo zijn? Dan gaat Yes-R een hapje eten of wat drinken met het kind voor de troost.